# Peter Michael Fenger
Peter Michael Fenger, danski rokometaš, * 8. avgust 1962.
Leta 1984 je na poletnih olimpijskih igrah v Los Angelesu v sestavi danske rokometne reprezentance osvojil 4. mesto.